# Nuxt.js
Nuxt је бесплатна JavaScript библиотека отвореног кода заснована на Vue.js, Nitro и Vite. Nuxt је инспирисан са Next.js, који је фрејмворк сличне намене, заснован на React.js.
Овај фрејмворк се рекламира као „Мета-оквир за универзалне апликације“. Термин универзални се овде користи у значењу да је циљ фрејмворка да омогући корисницима да праве веб приказе у JavaScript-у користећи Vue.js систем компоненти са једном датотеком, који могу да функционишу и као прикази једностраничне апликације (SPA) у претраживачу, као и веб прикази приказани на серверу који се затим (након рендеровања на серверу) „ рехидрирају “ до пуне функционалности SPA.   Поред тога, оквир омогућава корисницима да садржај, или његове делове, у потпуности унапред рендерују на серверу и сервирају на начин статичких генератора сајтова.
Предности овог приступа су, између осталог, смањено време до интерактивности и побољшана SEO оптимизација веб-сајта у поређењу са једностраничним апликацијама, због чињенице да веб сервер опслужује пун садржај сваке странице пре него што се покрене JavaScript на страни клијента. Алтернативно, може се одржати и предности традиционалних HTML страница које се приказују на страни сервера, као и побољшана интерактивност и напредни кориснички интерфејс једностраничне апликације. Основна предност самог Nuxt фрејмворка је у томе што чини конфигурацију и подешавање таквих апликација поједностављеним за програмера апликације, који може једноставно да развије делове дизајна корисничког интерфејса од апликације, као да је то уобичајена Vue.js апликација са једном датотеком.